# Cielos del Paraíso

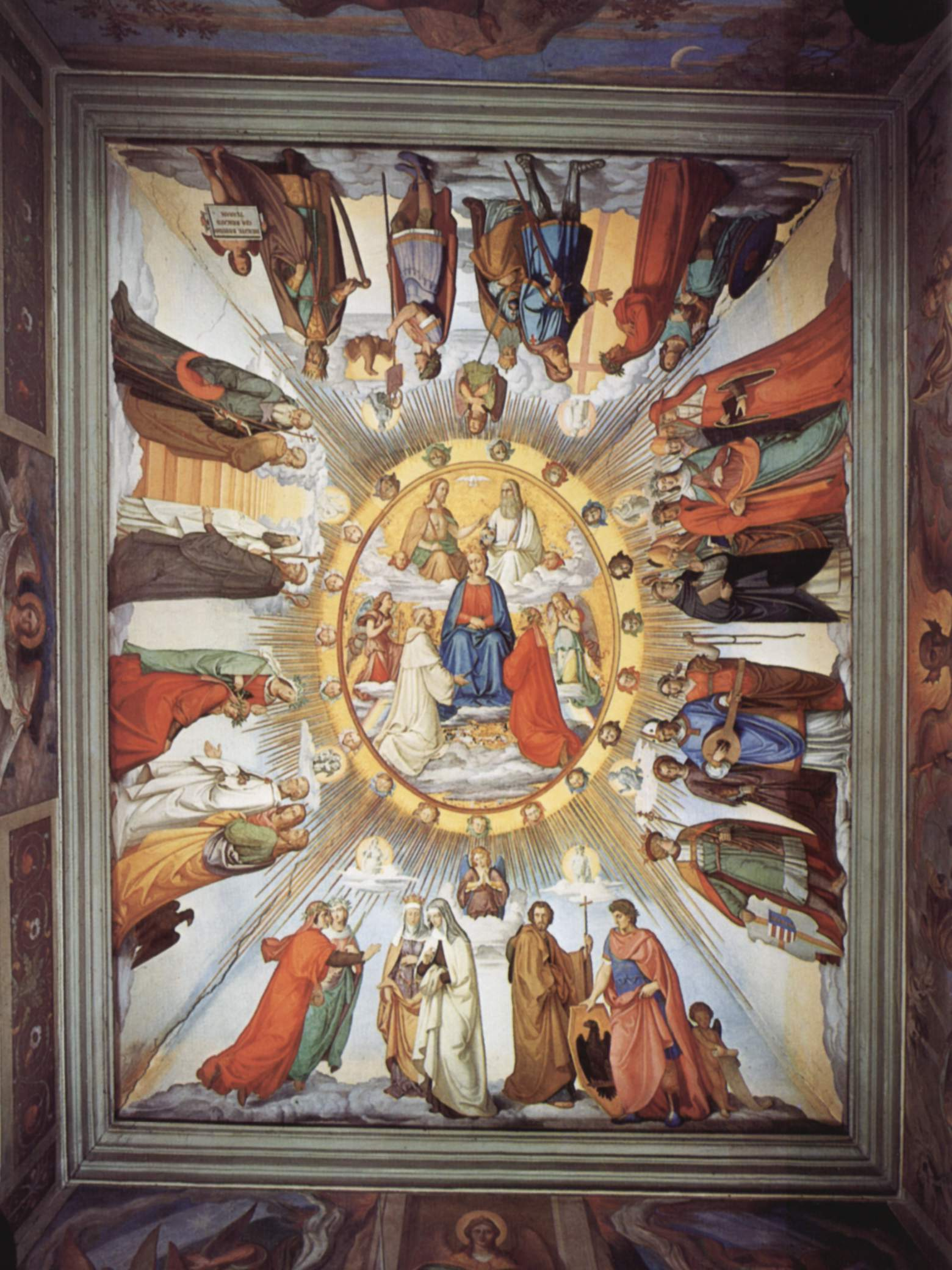
El Empíreo, fresco de Philipp Veit.

Dante Alighieri, en el Paraíso, la tercera cántica de La Divina Comedia, describe su visión de su viaje al último reino de la ultratumba. Su Paraíso se divide en "cielos", que son nueve y se basan en la cosmología aristotélico-tomístico, correspondiendo los primeros siete a cada uno de los planetas del sistema solar. Es de notar que pese a su distribución, el lugar de residencia efectivo de las almas es el Empíreo, a las cuales la gracia divina concedió distribuyó en los cielos inferiores para manifestarse al poeta según su experiencia terrena y sus inclinaciones. La disposición de las almas en el Paraíso se explica en el canto IV (y en parte también en el canto III), mientras que la correspondencia con las jerarquías angelicales se hace en el canto XXVIII.
Del paraíso terrestre, Dante y Beatriz ascienden al paraíso a través de la esfera de fuego, que separa el mundo contingente del incorruptible y eterno.

## Primer cielo (Luna)
El primer cielo es el de la Luna, que en el Medioevo se consideraba un planeta, y cuya principal característica es la falta de constancia. Corresponde a los espíritus débiles. En esta esfera se encuentran las almas de quienes incumplieron sus propios votos, aunque no por su voluntad sino obligados por otros. Estas almas aparecen al autor como imágenes reflejadas en vidrios transparentes y tersos, o en aguas nítidas y tranquilas.
Las cuestiones teológicas discutidas con los beatos en este cielo son:
1. El origen de las manchas solares.
2. La influencia de los cielos y las inteligencias motoras.
3. Los distintos grados de beatitud de las almas del Paraíso.
4. La sede de los beatos y su aparición en los diversos cielos.
5. La doctrina platónica sobre el regreso de las almas a las estrellas.
6. La voluntad absoluta y la voluntad relativa respecto a la violencia externa.
7. La importancia de los votos y la posibilidad de cambiar su naturaleza.

Las inteligencias angélicas que mueven este cielo son los ángeles, que pertenecen a la tercera jerarquía de los ángeles.
Sus beatos protagonistas son: Piccarda Donati y la emperatriz Constanza.

## Segundo cielo (Mercurio)
El segundo cielo es el de Mercurio, que se caracteriza por el amor, por la gloria y la fama terrena. Las almas que acá residen son de hecho las que siguieron la providencia con ese fin. Aparecen ante Dante como esplendores flameantes que bailan y cantan.
En este cielo se afrontan las siguientes cuestiones teológicas:
1. La muerte de Cristo.
2. Por qué Dios redimió a la humanidad con el sacrificio de Cristo.
3. La corruptibilidad y la incorruptibilidad de las almas y la resurrección de los cuerpos.

Las inteligencias motrices de este cielo pertenecen asimismo a la tercera jerarquía. Se trata de los arcángeles.
En esta esfera se encuentran los beatos Justiniano, quien fue emperador romano, y el provenzal Romeo de Villanova.

## Tercer cielo (Venus)
El tercer cielo es el de Venus, que se caracteriza por el amor, y donde de hecho se encuentran las almas de los amantes. El protagonista los describe como esplendores que se mueven rápidamente en círculo

## Cuarto cielo (Sol)
El cuarto cielo es el del Sol, que se caracteriza por la sabiduría. Los beatos de este cielo son las almas de los sabios y de los Doctores de la Iglesia, las cuales aparecen dispuestas en coronas concéntricas de gran esplendor, y danzan alrededor cantando. 
Las cuestiones teológicas, filosóficas y morales afrontadas en este cielo son las siguientes:
1. El orden de la creación y sus consecuencias.
2. La corrupción de la orden de los dominicos.
3. La corrupción de la orden de franciscanos.
4. La sabiduría de Adán, Cristo y el rey Salomón.
5. La falibilidad de los juicios humanos.
6. El esplendor de las almas beatas tras la resurrección de los cuerpos.

Las inteligencias motrices de este cielo pertenecen a la segunda jerarquía y son las potestades.
En este cielo, ya beatos, se encuentran santo Tomás, Alberto Magno, Francesco Graziano, Pietro Lombardo, el rey Salomón, Dionisio Areopagita, Paulo Orosio, Boecio, Isidoro de Sevilla, Beda, Ricardo de San Víctor, Siger de Brabant, san Buenaventura, Illuminato da Rieti, san Agustín, Hugo de San Víctor, Pietro Mangiadore, Juan XXI, Nathan, Juan Crisóstomo, Anselmo de Canterbury, Elio Donato, Rabano Mauro y Joaquín de Fiore.

## Quinto cielo (Marte)
El quinto cielo es el de Marte, dios de la guerra. En esta esfera residen las almas de los combatientes muertos por la fe. Aparecen como resplandores rojizos muy intensos que cantan, moviéndose de modo que su organización dispone una cruz griega en cuyo centro brilla Cristo, quien fue el primero en morir para dar fe a la humanidad.
Las inteligencias motrices de este cielo son las virtudes, que pertenecen a la segunda jerarquía de los ángeles.
El protagonista encuentra en esta esfera, en cuanto beatos, a las almas de Cacciaguida, Josué, Judas Macabeo, Carlomagno, Roldán, Rinoardo, Godofredo de Bouillón y Roberto Guiscardo.

## Sexto cielo (Júpiter)
El sexto cielo corresponde a Júpiter, cuya virtud característica es la justicia. El cielo es de hecho la sede de las almas de los príncipes sabios y justos. Se presentan ante Dante como luces que vuelan y cantan, formando letras luminosas que componen la frase «Diligite iustitiam qui iudicatis terram» (es decir "Amen la justicia, ustedes que juzgan el mundo"). A continuación, a partir de la "m" que cierra la expresión original (que es asimismo la primera de la palabra "monarquía"), componen asimismo la silueta de un águila, que es una alegoría explícita del Imperio.
Las cuestiones filosóficas y teológicas abordadas en esta esfera son las siguientes:
1. La inescrutabilidad de la justicia divina. Por qué son condenados aquellos que no conocieron a Cristo.
2. La predestinación divina.

También este cielo se mueve por las inteligencias angélicas de la segunda jerarquía de los ángeles, es decir por las dominaciones.
Se encuentran, en  cuanto beatos, las almas de David, Trajano, Ezequías, Constantino I, Guillermo II de Sicilia y Rifeo.

## Séptimo cielo (Saturno)
El séptimo es el cielo de Saturno, que se caracteriza por la meditación. en esta esfera se encuentran de hecho quienes en vida se consagraron a las actividades contemplativas. Aparecen como resplandores que suben y bajan los escalones de una «escala celeste» luminosa, intensamente dorada, tan alta que su cumbre se pierde. Se trata de una alegoría de la sabiduría.
La cuestión filosófica y teológica afrontada es:
1. La insondabilidad de la voluntad divina.

Las inteligencias motrices de este cielo pertenecen a la primera jerarquía, y son los tronos.
Los beatos de este cielo son san Pedro Damián, san Benito de Nursia, san Macario, san Romualdo y algunos miembros de la Orden de San Benito.

## Octavo cielo (estrellas fijas)
El octavo es el cielo de las estrellas fijas. En esta esfera el autor no encuentra beatos, sino las almas triunfantes, que aparecen como innumerables luces iluminadas por el resplandor de Cristo y de María, en torno a la cual gira cantando el arcángel Gabriel.
En esta esfera, Dante debe afrontar un "examen" sobre las tres virtudes teologales. En efecto, tras una oración de Beatriz:
1. San Pedro lo interroga sobre la fe su contenido y origen,  así como pruebas de su verdad;
2. Santiago el Mayor hace otro tanto con la esperanza, inquiriendo específicamente sobre sus características, su origen, y su objeto;
3. San Juan, en fin, interroga a Dante sobre la caridad, insistiendo sobre su objeto, y las razones que lo originan y dirigen.

Las inteligencias motrices de este cielo son los querubines, que pertenecen a la primera jerarquía angelical.
En este cielo el autor encuentra a Cristo, María con el arcángel Gabriel, san Pedro, Santiago el Mayor, Juan el Evangelista y Adán.

## Noveno cielo (primer móvil)
El noveno y último es el cielo cristalino, también llamado primer móvil pues es de hecho el primero que se mueve, recibiendo su moción de Dios y transmitiéndosela a las esferas concéntricas subyacentes. Por encima solo se encuentra el Empíreo, que es inmóvil en cuanto efecto (en la teología medieval el movimiento no era compatible con la perfección, pues implicaba cambio): la potencia divina que reside en el Empíreo, centro del universo, imprime a los cielos subyacentes un movimiento rotatorio, muy fuerte en el primer móvil pero cada vez más lento, hasta la Tierra. En esta esfera residen las jerarquías angélicas, que aparecen distribuidas en nueve círculos de fuego que rotan en torno a un punto luminoso, que es la Gracia de 
Dios.
Las cuestiones filosóficas y teológicas afrontadas son las siguientes:
1. La construcción y el movimiento del primer móvil.
2. La correspondencia entre los cielos y las nueve órdenes de las inteligencias motrices (los ángeles);
3. La creación de los ángeles, sus facultades y cantidades.

Las inteligencias motrices de este cielo pertenecen a la primera jerarquía y son los serafines.

## Empíreo
Sobre los nueve cielos se encuentra el Empíreo, que es la sede de Dios, donde está rodeado de ángeles y de la rosa de los beatos, que allí residen habitualmente, no obstante se puedan desplazar con libertad por los cielos inferiores.